# 아 랑에 운트 죄네
아 랑게 운트 죄네(A. Lange & Söhne)는 브랜드 복합 기업 리슈몽 그룹이 소유한 명품 시계 브랜드이다. 리치몬드 그룹에 속해있는 Lange Uhren GmbH 사의 브랜드로, 세계에서 가장 높은 평가를 받는 시계브랜드를 꼽을 때 빠지지 않으며 파텍 필립(Patek Philippe), 바쉐론 콘스탄틴(Vacheron Constantin)과 같은 스위스의 유명 브랜드와도 어깨를 견줄 만큼 그 우수성은 널리 알려져 있다.

## 역사

### 창립자: 아돌프 랑에
아 랑에 운트 죄네는 1845년 12월 7일, 독일의 작센(Sachsen)주 글라스휘테(Glashütte)에서 페르디난트 아돌프 랑에(Ferdinand Adolph Lange)에 의해 설립되었다. 작센주의 수도 드레스덴은 당시 '북쪽의 플로렌스'라고 불릴정도로 발전된 도시였고, 드레스덴의 궁정시계제작자들은 명성이 높았다. 아돌프 랑에는 유명한 궁정 시계제작자였던 요한 크리스티안 프리드리히 구트케스(Johann Christian Friedrich Gutkaes)의 밑에서 기술을 익혔고 나중에는 그의 딸과 결혼한다. 랑에가 처음 그의 공방을 설립했을 때 부터, 그는 높은 품질과 신뢰성을 지닌 시계를 만들고자 했다. 그래서 그는 시계제작에 있어 미터법을 도입했다. 이것은 시계부품을 제작하는데에 필요한 계산을 간편하게 해주었다. 또한 그는 시계의 안정성과 복원성을 향상시키기 위해 삼분기판(three-quarter plate)을 발명했는데, 이것은 글라스휘테에서 만드는 시계의 일반적인 특징으로 자리잡게 된다.
당시 글라스휘테는 그다지 부유한 도시가 아니었다. 그런데 아돌프 랑에는 자신의 공방에서 일할 15명의 젊은 견습생을 현지에서 고용한다. 이들을 전문적인 시계제작자로 키워내는 것이 그의 목표였다. 그는 작센주 정부와 협상을 벌여, 7820달러의 지원금을 얻어내는 데에 성공한다. 자신의 견습생들이 전반적인 제작기술을 익히게 한 이후, 그는 직공들에게 특정분야(스프링, 배럴 등)의 전문가가 되도록 하였다. 몇 년 후, 그 숙련된 직공들 중 일부는 자신들이 맡았던 분야의 개인공방을 열게된다. 덕분에 글라스휘테는 독일 시계제작의 중심지가 되었고, 도시의 수준 자체가 올라가게 되었다. 랑에는 18년간 글라스휘테 시의 시장을 맡기도 했으며 1875년에 60세의 나이로 생을 마감한다. 글라스휘테 시에서는 그의 업적을 기리기 위한 기념비를 세웠다.

### 아돌프 랑에 이후
아돌프 랑에가 죽은이후, 그의 두 아들 리하르트(Richard) 랑에와 에밀(Emil) 랑에가 회사를 이어나간다. 특히 큰아들인 리하르트는 아버지의 시계학적 재능을 물려받았으며 새로운 모델을 제작함에 있어 최신의 과학적 지식을 동원하였다. 형제는 랑에 시계의 기계적, 공예적 완성도를 극도로 높였으며, 이때 랑에 시계가 얻은 명성은 지금까지 이어져 내려오고있다. 형제가 회사를 이끄는 동안 회사는 27개의 특허와 실용신안권을 획득했다. 리하르트 랑에가 얻은 특허중 가장 눈여겨 볼 만한 것은 "합금 시계스프링"일 것이다. 리하르트는 시계스프링에 쓰이던 합금에 베릴륨을 섞을 때 품질이 훨씬 나아진다는 것을 발견했고, 그의 발견에서 나온 니바록스(Nivarox) 합금 스프링은 현재의 고급시계 제작에도 널리 쓰이고 있다.
이러한 뛰어난 명성과 랑에 시계의 특장점들은 세계 경제대공황기에 많은 경쟁사들이 가게문을 닫을 때에도 회사를 지탱시킬 수 있었던 원동력이었다. 1차 세계대전 이후 에밀 랑에의 세 아들인 오토(Otto), 루돌프(Rudolf), 게하르트(Gerhard) 랑에가 회사를 이어갔다. 1차대전 이후, 랑에 시계는 축적된 기술력과 상업적 능력을 통해 그 명성을 더더욱 떨쳐나간다. 하지만 2차대전이 발발하고 2차대전 기간동안의 공업적 수탈과 독일의 분열로 인해 회사는 그 성공의 역사에 40년간의 공백을 맞게된다.

### 가업의 부활
독일의 통일 이후, 앋돌에의 아들 발터(Walter) 랑에가 가업을 이어나가게 되었다. 발터 랑에는 1924년 7월 29일에 태어났다. 그는 2차대전 발발 직전에 시계제작자로서 훈련받기 시작했다. 당시의 여느 젊은이들처럼 그도 징집되었고, 전투에서 심각한 부상을 입은 후 집으로 돌아왔다. 그러나 얼마 뒤 랑에 가족의 공방은 공중 폭격에 의해 파괴되었다. 전쟁 후 그의 고향은 동독에 편입되었고 그의 가업은 공산주의 정부에 의해 국유화되었다.이에 항의하던 그는 우라늄 광산으로 강제 징용될 뻔 했으나 그는 그것을 피해 서독으로 도망쳤다. 하지만 발터 랑에는 그의 고향을 잊지 않았다. 통일이 된 이후 그는 즉시 글라스휘테로 향했다. 동독 정권의 붕괴이후 그 주민들은 불안한 미래를 맞이했다. 발터 랑에는 그들에게 비전을 제시했고, 그의 증조할아버지가 회사를 창립한지 145년 뒤인 1990년 12월 7일에 회사를 재창립한다. 그의 회사에는 많은 직원들이 들어왔고 그 즉시 발터 랑에는 새로운 시대의 첫 랑에 시계 개발에 착수한다. 몇 년 후 발터 랑에는 첫 시계들을 공개한다. 그 시계들은 LANGE 1, SAXONIA, ARKADE, 그리고 투르비용 'Pour le Merite'를 사용한 시계였다. 이 시계들의 성공으로 글라스휘테에는 새로운 일자리가 많이 생겨났고, 다시 한 번 독일 시계제작의 중심지가 되었다.

## 특징
모든 아 랑에 운트 죄네 시계는 쿼츠 무브먼트 대신 기계식 무브먼트를 사용한다. 무브먼트는 자체제작을 통해 조달하는데, 무브먼트의 기획, 생산, 조립은 모두 회사 내에서 이루어진다. 아 랑에 운트 죄네는 밸런스 스프링(탈진기에 사용됨) 제작에 독보적인 기술력을 갖추고 있으며, 아돌프 랑에가 개발한 삼분기판(three-quarter plate)이 사용된다. 무브먼트의 부품은 시계의 앞판(front plate)와 뒷판(back plate)사이에 위치하게 되는데 삼분기판은 크기가 3/4로 줄어든(1/4만큼을 잘라낸) 뒷판을 의미한다. 삼분기판을 사용할 경우, 뒷판의 줄어든 부분에 다른 장치들이 위치할 수 있으므로 시계가 더 얇아질 수 있고, 무브먼트의 부품들을 지탱하는 기둥들 간의 간격이 더 좁아지므로 견고함이 한층 강화될 뿐만이 아니라 부품이 더러워지는것 역시 어느정도 방지된다고 한다. 무브먼트의 앞판, 뒷판 그리고 브릿지(앞판 위에 고정되어 있는 얇은 쇠조각)를 제작할 때에 많은 시계제작사들은 황동을 사용하지만 아 랑에 운트 죄네는 저먼실버(German Silver)라고 하는 특수합금을 사용한다. 이 합금은 구리, 니켈, 아연으로 이루어지며, 쉽게 부식되지 않는 성질을 지닌다. 뿐만 아니라 시간이 지남에 따라 저먼실버의 표면에는 황금색의 녹이 슬게 되는데 그 색이 매우 아름답고 덮혀진 녹이 추가적인 산화를 막아주어 특별한 코팅을 할 필요가 없다. 때문에 저먼실버의 경우는 추가적으로 특별한 처리과정을 거치지 않고 부품으로 사용할 수 있다. 아 랑에 운트 죄네에 사용되는 나사는 300도에서 천천히 가열되는 과정을 거치는데, 그 과정속에서 매우 얇은 자철광 막이 형성되고, 팔랑개비국화와 같은 아름다운 파란색을 띠게 된다. 이외에도 최고급 기계식 시계라면 갖추고 있을 투르비용(Tourbillon, 중력에 의한 시간오차를 막아주는 장치), 퍼페추얼 캘린더(Perpetual Calendar, 수동조정 없이도 짧은달, 긴 달, 윤년에 따른 날짜조정이 자동적으로 이루어지는 기능), 문페이즈(Moon Phase, 날짜에 따른 달의 위상을 보여주는 기능)등을 장착한 무브먼트 역시 직접제작하고 있다.

## 제품군
- Lange Zeitwerk
- Lange 1
- Saxonia
- 1815
- Richard Lange
- Datograph
- Cabaret
- Tourbograph "Pour le Merite"
- Double Split
- Langematik Perpetual
- Lange 31